# Synecdoche tricolor
Synecdoche tricolor är en insektsart som beskrevs av O'brien 1971. Synecdoche tricolor ingår i släktet Synecdoche och familjen vedstritar. Inga underarter finns listade i Catalogue of Life.